# Sciaridae
Sciaridae là một họ côn trùng trong bộ Hai cánh, với khoảng 1700 loài đã được miêu tả nhưng theo ước tính số lượng loài có thể lên đến 20.000 loài sống chủ yếu ở vùng nhiệt đới. Khoảng 600 loài sống ở Châu Âu.